# Serratia marcescens
Serratia marcescens је Грам-негативна бактерија у облику штапића, која припада породици Enterobacteriaceae. Узрокује болничке инфекције људи, а код пацијената са катетером може довести до бактеријемије. Такође може узроковати инфекције уринарног тракта или инфекције рана.Обично се налази у гастроинтестиналном систему.Може се налазити и на деснима, при чему својим пигментом продигиозином обоји зубе.Распрострањена је у околини и показује склоност према влажној средини. Може да се наће у купатилима (плочице,тушеви) или у базенима.Тешко је одстранити са појединх места. У ту сврху се користе дезинфицијенси, исушивање површина и одстрањивање прљавштине.

## Идентификација
Serratia marcescens је покретна бактерија и може да расте на температури од 5-40оC и pH od 5-9. По Граму се боји негативно.За разлику од других Грам-негативних бактерија узрокује хидролизу казеина. У метаболичким процесима бактерија користи триптофан, затим цитрат као извор угљеника а неке угљен хидрате разлаже до киселине.

## Патогеност
Код људи Serratia marcescens може да узрокује инфекције мокраћних путева, органа за дисање као и инфекције очију. Ређе се појављује као узрочник упале плућа, можданих опни и ендокардитиса. Код деце понекад може да доведе до инфекција органа за варење. Неки сојеви Serratia marcescens су отпорни на антибиотике што компликује лечење пацијената. Отпорност је везана на плазмиде који носе један или више гена коју одређују тип отпорности. Највећу отпорност показује према ампицилину и макролидним антибиотицима као што су еритромицин и азитромицин. У случају када поред Serratia marcescens у инфекцији учествују и друге врсте бактерија болест је тежег степена и може да доведе и до смртног исхода.

## Раширеност
Serratia marcescens се као комензал налази у органима за варење људи и животиња али се одржава и у слободној природи. Често контаминира површине и различите течности у болничкој средини. Може узроковати болничке инфекције посебно код пацијената са тешком основном болешћу. У том окружењу, долази у контакт са многим антибиотицима при чему стиче отпорност према једном или више врста антибиотика.

## Отпорност
Serratia marcescens је отпорна на многе утицаје своје средине. Отпорна је на више концентрације опште кориштених дезинфекционих средстава. Медицински је значајна њена отпорност према већем броју антибиотика. Преко 90% случајева ту отпорност кодира плазмид који носи гене резистенције према ампицилину, тетрациклину, гентамицину и другим врстама антибиотика. Тај плазмид је преносив и на друге сојеве исте бактерије али и на друге врсте бактерија као што је Pseudomonas aeruginosa.

## Медицинска опрема као извор инфекције
У САД је током 2008. године утврђено присуство Serratia marcescens у медицинском потрошном материјалу, односно контаминацији шприцева што је довело до инфекције пацијената. Три године касније је такође у САД  Serratia marcescens  доведена у везу са појавом обољења код 19 пацијената у болници од којих је било десет смртних случајева. Заједничко за све пацијенте је примање хране путем инјекција.

## Праћење тока подземних вода
Serratia marcescens је због присуство лако уочљивог пигмента, кориштена и за праћење тока подземних вода.
Тестови са Serratia marcescens као биолошким оружјем
До 1950. године веровало се да је Serratia marcescens апатогена бактерија тј да није способна да изазове болест. Користила се због своје црвене боје у школским огледима. Током хладног рата војска САД користила је у теренским условима Serratia marcescens за симулацију ратовања биолошким оружјем, као замену за бактерију Francisella tularensis, биолошким оружјем тог времена. Разлог примене ове бактерије у симулацији је лако уочљив пигмент путем кога се могу пратити поједини параметзри при извођењу експеримента. 

## Откриће
Serratia marcescens је први открио венецијански  фармацеут Бароломео Базио 1819. године. Он је у граду Падови  запазио да је палента пребојена црвеном бојом која је потицала од бактеријског пигмента. Назив Serratia бактерији је дао у част физичара Серафино Серати. Касније је бактерија добила име Monas prodigiosus и Bacillus prodigiosus.